# Políptoton
La políptoton (o derivación, o figura etimológica) es una figura literaria que consiste en utilizar varias formas de la misma palabra cambiando sus morfemas flexivos. Se trata de una de las figuras de repetición y forma parte de la subcategoría de la annominatio.
Según el tipo de palabra que se repite (sustantivo o verbo), se distingue la políptoton nominal («amigo de sus amigos») de la políptoton verbal (como en el verso de Garcilaso de la Vega «En esto estoy y estaré siempre puesto», o en los de Pedro Salinas «Lo que queremos nos quiere, / aunque no quiera querernos»).

Este tipo de figura retórica fue muy usada a partir del siglo XV en la poesía cancioneril, junto con la antítesis y otras figuras propias de la agudeza verbal. Así, por ejemplo, Eugenio de Salazar la usa en uno de sus poemas: 
le adora cada uno y su presente
le ofrece con deseo deseoso 

(SONETO A LA SACRATÍSIMA FIESTA Y PASCUA DE LOS SANTÍSIMOS REYES, POR EUGENIO DE SALAZAR. A DON PEDRO DE     LIÉBANA, DEÁN DE GUATEMALA)

o Federico García Lorca:
Cuando llegaba la noche,
noche que noche nochera,
los gitanos en sus fraguas

forjaban soles y flechas (Romance de la Guardia Civil Española)